# Mitsuru Sato
Mitsuru Sato, född den 21 oktober 1961, är en japansk brottare som tog OS-guld i flugviktsbrottning i fristilsklassen 1988 i Seoul.